# Austrodolops eremitae
Austrodolops eremitae är en stekelart som beskrevs av Blanchard 1936. Austrodolops eremitae ingår i släktet Austrodolops och familjen bracksteklar. Inga underarter finns listade.